# 高木吉之助
高木 吉之助（本姓:髙木、たかぎ きちのすけ、1897年（明治30年）3月24日 - 1984年（昭和59年）11月21日）は、大正から昭和期の実業家、政治家。衆議院議員。

## 経歴
京都府京都市出身。1918年（大正7年）京都高等工芸学校（現京都工芸繊維大学）を卒業した。
織物業を経営。近畿中小企業連絡協議会参与委員、西陣織物統制組合理事長、京都物産協会長、京都府商工会議所理事、西陣織物協同組合理事長、西陣織物同業会長、日本絹人絹織物同業会理事などを務めた。
また、京都市会議員に選出され、商工省物価局価格査定事務嘱託、京都府西陣地区物価監視委員長、生糸問屋審査専門委員なども務めた。1947年（昭和22年）4月の第1回参議院議員通常選挙で京都府地方区から民主党公認で出馬したが次点で落選。1949年（昭和24年）1月の第24回衆議院議員総選挙で京都府第1区から民主自由党公認で出馬して当選し、次の第25回総選挙は自由党公認で出馬して再選され、衆議院議員に連続2期在任した。